# Pa kua chang
Baguazhang (八卦掌) es una de las artes marciales internas de China. Baguazhang significa literalmente la ‘palma de los ocho trigramas‘. Este arte marcial interno chino se basa en el símbolo taoísta del bagua, relacionado con el I Ching ('libro o clásico de los cambios' o 'Zhouyi'), como sistema que explica las diferentes configuraciones (cambios) del cosmos. La creación del baguazhang durante el siglo XIX es atribuido a Dong Haichuan, quien sintetizó varias artes marciales preexistentes con la caminata circular taoísta. El baguazhang llegó a ser rápidamente popular en China por su efectividad en el combate.

## Aspectos generales

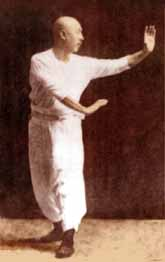
Neijia Zhang Zhaodong, también conocido como Zhang Zhankui.

Una de sus características distintivas, es el entrenamiento que realizan sus practicantes rodeando un círculo imaginario, utilizando como armas tanto las manos como los pies. La superioridad de la forma circular se impone frente a las formas lineales tradicionales de combate, ya que el practicante puede sorprender con movimientos inesperados e inexistentes en la forma lineal. Se utiliza la caminata circular para moverse alrededor del oponente, usando contragiros, manteniendo el peso la mayoría del tiempo en la pierna de atrás, al tiempo que las manos se mueven en patrones específicos. Todas las formas de Baguazhang utilizan caminar en círculo como parte integral del entrenamiento. Los practicantes caminan alrededor del borde del círculo en varias posiciones bajas, mirando hacia el centro y periódicamente cambian de dirección mientras ejecutan formas. Para un principiante, el círculo tiene de seis a doce pies de diámetro. Los estudiantes primero aprenden la flexibilidad y la alineación adecuada del cuerpo a través de los ejercicios básicos, luego pasan a formas más complejas y mecánicas de energía internas. Aunque los aspectos internos de Baguazhang son similares a los de Xingyiquan y Taijiquan, son de naturaleza distinta.
Aunque las muchas ramas de Baguazhang a menudo son bastante diferentes entre sí (algunas, como el estilo Cheng, se especializan en la lucha cuerpo a cuerpo y bloqueos de articulaciones, mientras que otras, como algunos de los estilos Yin, se especializan en golpes rápidos y de largo alcance), todos tienen en común caminar en círculo, movimiento en espiral y ciertos métodos y técnicas (perforar las palmas, chocar las palmas, etc.).
Los movimientos de Baguazhang emplean todo el cuerpo con suaves acciones de enrollado y desenrollado, utilizando técnicas manuales, juego de pies dinámico y lanzamientos. Los movimientos de fuego rápido extraen energía del centro del abdomen. El patrón circular de pasos también acumula fuerza centrípeta, permitiendo al practicante maniobrar rápidamente alrededor de un oponente.
Posee una variedad extremadamente amplia de técnicas, que incluyen varios golpes (con la palma, puño, codo, dedos, etc.), patadas, bloqueos de articulaciones, lanzamientos y un juego de pies circular distintivamente evasivo. Como tal, Baguazhang no se considera ni un arte marcial puramente de agarre ni de lucha. Los practicantes de Baguazhang son conocidos por su habilidad para "fluir" dentro y fuera del camino de los objetos.[cita requerida] Esta es la fuente de la teoría de poder luchar contra múltiples atacantes. La naturaleza evasiva de Baguazhang también se demuestra por la práctica de moverse detrás de un atacante, de modo que el oponente no pueda dañar al practicante.
Posee muchos estilos distintivos de armas; algunos usan la ocultación, como la "pluma de erudito" o un par de cuchillos (los más elaborados, que son exclusivos del estilo, son los cuchillos de cuerno de ciervo con forma de media luna (Lùjiǎodāo 鹿角刀). Baguazhang también es conocido por practicar con armas extremadamente grandes, como el bāguà jian (八卦劍), o espada bagua, y el bāguà dāo (八卦刀), o sable bagua. También se utilizan otras armas más convencionales, como el bastón (fusil), la lanza (qiang), el bastón (guai), la espada de gancho (gou) y la espada recta de doble filo (jian). Los practicantes de Baguazhang también son conocidos por poder usar cualquier cosa como arma usando los principios de su arte.+

## Estilos modernos
- Estilo Yin: Yin Fu (尹福)
- Estilo Cheng: Cheng Tinghua (程廷華)
- Estilo Liang: Liang Zhenpu (梁振蒲)
- Estilo Gao de la Escuela Cheng: Gao Yisheng (高義盛)
- Estilo Gao de la Escuela Yin: Gao Ziying (高子英)
- Estilo Jiang: Jiang Rong Qiao (姜容樵)
- Estilo Shi: Shi Jidong (史計棟)
- Estilo Song: Song Changrong宋長榮 y Song Yongxiang (宋永祥)
- Estilo de la familia Fan: Fan Zhiyong (范志勇)
- Estilo Liu: Liu Baozhen (劉寶珍)
- Estilo Ma: Ma Weiqi (馬維棋)
- Estilo Ma Gui: Ma Gui (馬貴)
- Estilo Gong Baotian: Gong Baotian (宮寶田)
- Estilo Sun: Sun Lutang (孫祿堂)
- Estilo Fu: Fu Zhensong (傅振嵩)
- Estilo Yin Yang (Estilo Tian) : Tian Hui (田廻)
- Ho Ho Choy Baguazhang : He Kecai (何可才)

## Líneas de transmisión
Partiendo de su supuesto creador, el siguiente diagrama muestra alguna de las líneas de transmisión del estilo existentes (para mayor información accede la página existente sobre este arte en el formato de inglés):
Dong Hai-quan 董海川 1813-1882
Yin Fu 尹福 1842-1909
Gong Bao-tian 宫宝田 1871-1943
Liu Yun Qiao 刘云樵 1909-1992 -> Su Yu-chang 苏昱彰 1940
Cheng Tinghua 程廷華 1848-1900
Gao Yisheng 1866-1951
Jiang Rong-qiao 1891-1974
Ho Ho-choy -> CS Tang
Liu Bin
Liu Xing-han -> Wang Feng-ming
Sun Lutang 孫録堂 1861-1932
Ku Yu-cheung -> Yim Seung-mo -> Chan Kwok-wai -> Marcelo Requena
Liang Zhenpu 1863–1932
Otros descendientes del arte por parte de Dong Hai-quan:
Cheng Tin-hua
Sun Lu-tang

## En la cultura popular
- Aire Control en Avatar: The Last Airbender (2005-2008) y The Legend of Korra (2012-2014) está inspirado en Baguazhang.[12]
- Gentle Fist, un estilo de lucha del clan Hyuga en Naruto (1999-2013) y Boruto: Naruto Next Generations, está inspirado en Baguazhang y Dim Mak.
- En la serie de televisión estadounidense de 2003 Black Sash, el protagonista Tom Chang (Russell Wong) tiene una escuela de artes marciales chinas donde entrena a sus estudiantes en "el arte de los 8 cambios de palma", Baguazhang.
- Los personajes del videojuego Ashrah de Mortal Kombat: Deception y Kitana de Mortal Kombat: Deadly Alliance usan Baguazhang.
- Ling Xiaoyu de la serie de videojuegos Tekken usa Baguazhang.
- En la película de 2000 Crouching Tiger, Hidden Dragon, el inspector de policía Tsai se batía en duelo con Jade Fox usando un par de cuchillos de cuerno de ciervo, un arma típica del sistema Baguazhang.
- El personaje de Jet Li en la película de 2001 The One usa Baguazhang, mientras que la versión antagonista del personaje usa Xingyiquan
- En la película de 2006 Jadesoturi (Guerrero de Jade), en la pelea de Pin Yu vs Sintai, usaron Baguazhang como una especie de cortejo.
- En la secuela de la película de 2010 Ip Man 2, uno de los estilos utilizados durante la pelea de mesa es Baguazhang.
- En la película de acción en vivo de 2009 Tekken, Jin Kazama dice que está impresionado por su compañera competidora Christie Monteiro debido a la colocación de su pie mientras practica Baguazhang.
- En la secuela de la película de 2012 Tai Chi Hero, las peleas finales fueron contra los discípulos y el maestro de Baguazhang.
- La película de artes marciales de Hong Kong de 2013 The Grandmaster presentó un estilo de artes marciales del norte de China llamado 64 Hands, utilizado por el personaje de Zhang Ziyi, Gong Er, que mostraba el caminar en círculo y elaborados cambios de palma de Baguazhang.
- En el manga Kenji, el protagonista Kenji usa Baguazhang cuando se enfrenta en duelo con el principal antagonista Xingyi Liuhequan, el practicante Tony.
- Baguazhang aparece brevemente en el manga Kenichi, el discípulo más fuerte de la historia.
- Qu Tuang del manga Battle Angel Alita: Last Order usa un estilo basado en Baguazhang llamado "Ahat Mastade" que está destinado a luchar en gravedad cero.
- Joscelin Verreuil de la serie de novelas de fantasía Kushiel's Legacy de Jacqueline Carey usa un estilo de lucha similar al Baguazhang, que es el estilo de lucha de la Hermandad Cassiline.
- El estudiante número doce, Ku Fei de Negima! Magister Negi Magi, según ella misma, en el capítulo 55 del manga, Baguazhang es una de las especialidades junto con taichí chuan, también dijo que sabe un poco de shinitai gouken y hakkyokuken.